# 1914-es magyar birkózóbajnokság
Az 1914-es magyar birkózóbajnokság a tizenkettedik magyar bajnokság volt. Ettől az évtől középsúlyban A és B kategóriában is rendeztek bajnokságot. A bajnokságot március 15-én rendezték meg Budapesten, a Beketow Cirkuszban.

## Eredmények
| Versenyszám | Arany                       | Arany | Ezüst                       | Ezüst | Bronz                        | Bronz |
| ----------- | --------------------------- | ----- | --------------------------- | ----- | ---------------------------- | ----- |
| Pehelysúly  | Breznotich Miklós MTK       |       | Kóbor Imre MTK              |       | Szántó Imre MTK              |       |
| Könnyűsúly  | Radvány Ödön MAFC           |       | Steiner Rezső Kaposvári ATC |       | Rakovszky Ferenc Törekvés SE |       |
| Középsúly A | Ruzicska Gyula Budapesti AK |       | Miskey Árpád Budapesti AK   |       | Jakobi Benő Budapesti AK     |       |
| Középsúly B | Varga Béla MTK              |       | dr. Orosz Miklós MTK        |       | Tabajdi Kálmán Budapesti AK  |       |
| Nehézsúly   | Fischer Tibor MTK           |       | dr. Előd József MTK         |       | Kollarits Géza Törekvés SE   |       |